# Anca Tănase
Anca Tănase (ur. 15 marca 1968) – rumuńska wioślarka. Złota medalistka olimpijska z Atlanty.
Zawody w 1996 były jej jedynymi igrzyskami olimpijskimi. Triumfowała w rywalizacji ósemek. W tej samej konkurencji była mistrzynią świata w 1989 i 1997, wicemistrzynią w 1995 i brązową medalistką w 1994. Po srebro mistrzostw świata sięgała również w czwórkach bez sternika w 1997.
Jej mąż Iulică Ruican także był wioślarzem, medalistą olimpijskim.